# Staraja Vičuga
Staraja Vičuga (in russo vecchia Vičuga) è una cittadina della Russia europea centrale, situata nella oblast' di Ivanovo; appartiene amministrativamente al rajon Vičugskij.
Si trova nella parte settentrionale della oblast' a breve distanza dal corso del Volga, a breve distanza dalla cittadina di Vičuga.